# Карпатські полонини
Карпа́тські Полони́ни — гірськолижний комплекс у Львівській області. Входить до структури однойменного готелю на схилі гори Цюхів (939,4 м). Розташований в оточенні букових і хвойних лісів, за 5 км від найближчого населеного пункту — села Орів (Дрогобицький район). На території є 2 бугельних витяги завдовжки 200 і 250 м.